# Susan Prior
Susan Prior (1972) es una actriz australiana, más conocida por interpretar a Yvonne Hennessey en la serie Puberty Blues.

## Biografía
En 1991 se graduó de la prestigiosa escuela australiana National Institute of Dramatic Art ("NIDA") con una licenciatura en actuación.

## Carrera
Fue tutora para "Screenwise Film & TV School for Actors" en Sídney (Australia).
En 2005 se unió al elenco recurrente de la serie médica All Saints, donde interpretó a Beth Chandler, la celosa y peligrosa exnovia del doctor Vincent Hughes.
El 6 de marzo de 2012, apareció como invitada en varios episodios de la popular serie australiana Home and Away, donde interpretó a Margaret Henderson, la madre de Stu Henderson (Brenton Thwaites) hasta el 3 de abril del mismo año después de que su personaje fuera arrestado por intentar matar a su esposo Alan Henderson (Peter Phelps) luego de envenenarlo. Ese mismo año se unió al elenco de la serie Puberty Blues, donde interpreta a la tímida y frágil Yvonne Hennessey, la esposa de Ferris Hennessey (Rodger Corser) y madre de Gary Hennessey (Sean Keenan). Y apareció en un episodio de la serie Rake, donde dio vida a Barbara. En 2013 interpretó a Melinda la recepcionista del motel en el cortometraje Handyman.

## Filmografía

### Series de televisión
| Año             | Título        | Personaje          | Notas                            |
| --------------- | ------------- | ------------------ | -------------------------------- |
| 2012 - presente | Puberty Blues | Yvonne Hennessey   | '17 episodios                    |
| 2015            | Love Child    | Geraldine Donnelly | episodio # 2.4                   |
| 2012            | Rake          | Barbara            | episodio "R vs Alford"           |
| 2012            | Home and Away | Margaret Henderson | 6 episodios                      |
| 2006            | Two Twisted   | Enfermera Hughes   | episodio "Heart Attack"          |
| 2005            | All Saints    | Beth Chandler      | 15 episodios                     |
| 2002            | Farscape      | Kiryah             | episodio "Coup by Clam"          |
| 2002            | Young Lions   | Christine Malouf   | episodio # 1.1                   |
| 2000            | Water Rats    | Rosie Callaghan    | 2 episodios                      |
| 1996            | Police Rescue | Debra              | episodio "The Getting of Wisdom" |
| 1996            | House Gang    | Madre de Lucy      | episodio "Sex"                   |
| 1995            | G.P.          | Linda Swanson      | episodio "An Arm & a Leg"        |

### Películas
| Año  | Título                    | Personaje          | Notas |
| ---- | ------------------------- | ------------------ | --- |
| 2013 | Handyman                  | Melina             | corto - junto a Les Hill, Mitzi Ruhlmann y Odessa Young                                                         |
| 2013 | The Rover                 | Dot                | junto a Robert Pattinson, Guy Pearce, Nash Edgerton, Anthony Hayes y David Field                                |
| 2013 | My Mother Her Daughter    | Susan              | corto - junto a Ashleigh Cummings, Leeanna Walsman y Roger Adam Smith                                           |
| 2013 | Snowblind                 | Gene               | corto - junto a Ashleigh Cummings, Lucas Pittaway y Oscar Redding                                               |
| 2013 | The Orchard               | Rachel             | corto - junto a Alex Dimitriades, Georgia Flood, Peter Magdas y Vincenzo Prosperi                               |
| 2012 | Not Suitable for Children | Marcie             | junto a Ryan Kwanten, Bojana Novakovic, Clare Bowen, Ryan Corr y Tasneem Roc                                    |
| 2012 | Careless Love             | Lee                | junto a Nammi Le, Peter O'Brien, David Field, Penny McNamee y Hugo Johnstone-Burt                               |
| 2010 | Animal Kingdom            | Alicia Henry       | junto a Ben Mendelsohn, Joel Edgerton, Guy Pearce, Jacki Weaver, Sullivan Stapleton, Dan Wyllie y Anthony Hayes |
| 2008 | The View from Greenhaven  | Kate               | junto a Chris Haywood, Wendy Hughes, Steve Bisley, Russell Dykstra y Geoff Morrell                              |
| 2007 | The Uncertainty Principle | Sue                | corto - junto a Anni Finsterer, Lachlan Gower, John Hanlon y Jane Harders                                       |
| 2006 | Suburban Mayhem           | Christine Andretti | junto a Emily Barclay, Steve Bastoni, Laurence Breuls, Michael Dorman y Anthony Hayes                           |
| 2005 | A Divided Heart           | Millie Vickery     | junto a Blazey Best, David Roberts y Christopher Stollery                                                       |
| 2005 | Monster                   | Madre              | corto - junto a Luke Ikimis-Healey y Trash Vaudeville                                                           |
| 2005 | The Saviour               | Carmel             | corto - junto a Rhys Muldoon, Nicholas Hammond y Adam J. Yeend                                                  |
| 2005 | Still Time                | Sue                | corto - junto a Alan Flower, Ben Ghislain y Ella Roberts                                                        |
| 2003 | A Cold Summer             | Phaedra            | junto a Teo Gebert y Olivia Pigeot                                                                              |
| 2002 | Little Blue               | Madre              | corto - junto a Rowan Witt                                                                                      |
| 2000 | A Wreck, a Tangle         | Eleanor            | junto a Anna Lise Phillips, Damian Walshe-Howling, Rebecca Firth, Nick Jasprizza y Cameron Stewart              |
| 1999 | Doctor by Day             | Kay                | corto - junto a Peter Ferris, Rebecca Havey y Bronwen James                                                     |
| 1998 | Praise                    | Sophie             | junto a Sacha Horler, Marta Dusseldorp, Joel Edgerton, Lynette Curran, Jason Clarke y Damon Herriman            |
| 1998 | War Story                 | Madre              | corto - junto a Peta King, Lewis Fitzgerald y Jessica Napier                                                    |
| 1997 | Heaven's Burning          | Sharon             | junto a Russell Crowe, Youki Kudoh, Robert Mammone, Kate Fitzpatrick, Norman Kaye y Salvatore Coco              |
| 1996 | Idiot Box                 | Luce               | junto a Ben Mendelsohn, John Polson, Graeme Blundell, Deborah Kennedy y Chris Noonan                            |
| 1994 | Muriel's Wedding          | Joven en la Boda   | junto a Toni Collette, Dan Wyllie, Rachel Griffiths, Matt Day y Chris Haywood                                   |

### Escritora
| Año  | Título        | Notas     |
| ---- | ------------- | --------- |
| 2003 | A Cold Summer | escritora |

### Apariciones
| Año  | Título               | Notas                            |
| ---- | -------------------- | -------------------------------- |
| 2008 | Aim High in Creation | documental - apareció como Karen |
| 2006 | The Faking Game      | corto                            |

### Teatro
| Año        | Obra                             | Personaje            | Director (a)           | Teatro               | Notas                                                         |
| ---------- | -------------------------------- | -------------------- | ---------------------- | -------------------- | ------------------------------------------------------------- |
| 2016       | The Present                      | Sasha                | John Crowley           | Sydney Theatre       | junto a Cate Blanchett y Richard Roxburgh                     |
| 2011       | The Libertine                    | Elizabeth Malet      | Damien Ryan            | Darlinghurst Theatre | junto a Anthony Gooley, Sam Haft y Sean O'Shea                |
| 2010       | Our Town                         | Mrs Gibbs            | Iain Sinclair          | Sydney Theatre       | junto a Anita Hegh, Maeve Dermody y Josh Quong Tart           |
| 2009       | The Web                          | -                    | Marcelle Schmitz       | Playhouse Theatre    | junto a Robin Goldsworthy, Igor Sas y Akos Armont             |
| 2008, 2009 | Venus and Adonis                 | Venus                | Marion Potts           | Sydney Theatre       | junto a Melissa Madden Gray                                   |
| 2007       | Riflemind                        | Lyn                  | Philip Seymour Hoffman | Sydney Theatre       | junto a Hugo Weaving, Susie Porter y Ewen Leslie              |
| 2006       | Constance Drinkwater and the...  | Constance Drinkwater | Leland Kean            | Stables Theatre      | junto a David Callan, Ella Scott Lynch y Billie Rose Prichard |
| 2005       | Top Shorts                       | Dios                 | Tamara Cook            | Old Ftz. Theatre     | junto a Gyton Grantley, Mark Priestley y Ewen Leslie          |
| 2005       | Hurlyburly                       | -                    | Ian Sinclair           | Stables Theatre      | junto a Alex Dimitriades, Penny McNamee y Felix Williamson    |
| 2004       | Dreaming Transportation          | -                    | Marion Potts           | -                    | junto a Deborah Conway, Christine Douglas y Amie McKenna      |
| 2002, 2003 | Alone It Stands                  | -                    | Wayne Harrison         | -                    | junto a Rupert Cox, Travis McMahon y Scott Johnson            |
| 2003       | The Cavalcaders                  | -                    | Maeliosa Stafford      | Ensemble Theatre     | junto a Danny Adcock, Jeanette Cronin y Patrick Dickson       |
| 2000       | Sweet Road                       | -                    | Maeliosa Stafford      | Independent Theatre  | junto a Tony Barry, Pia Miranda y Tara Morice                 |
| 2000       | The Ecstatic Bible               | -                    | Tim Maddock            | Scott Theatre        | junto a Syd Brisbane, Cameron Goodall y Victoria Hill         |
| 1999       | Laughter on the 23rd Floor       | -                    | Adam Cook              | -                    | junto a Garry McDonald, Damon Herriman y Matthew Newton       |
| 1998       | Love for Love                    | -                    | David Berthold         | Drama Theatre        | junto a Lyn Collingwood, Joel Edgerton y Tara Morice          |
| 1999       | The Mill on the Floss            | -                    | John O'Hare            | Sydney Theatre       | junto a Marta Dusseldorp, Kirsty Hutton y Nathan Spencer      |
| 1997       | Wolf Lullaby                     | -                    | David Berthold         | Beckett Theatre      | junto a Lisa Hensley, Tara Morice y Anthony Phelan            |
| 1996       | Who's Afraid of Virginia Woolf?  | -                    | Wayne Harrison         | Canberra Theatre     | junto a Elizabeth Alexander, John Gaden y Damian Rice         |
| 1995       | The Jungle                       | -                    | David Berthold         | Wharf 2              | junto a Simon Bossell, Kate Fitzpatrick y Anthony Phelan      |
| 1994, 1995 | That Eye the Sky                 | -                    | -                      | -                    | junto a Alan Fowler, Tracy Mann y Simon Lyndon                |
| 1995       | Sydney Stories 1                 | -                    | Adam Cook              | -                    | junto a Louise Clark, John Gaden y Russell Kiefel             |
| 1993       | The Gentleman's New Clothes      | -                    | Marion Potts           | Belvoir St. Theatre  | junto a Russell Cheek, Elspeth MacTavish y Sam Wilcox         |
| 1993       | The Pitchfork Disney             | -                    | Rachel Landers         | Belvoir St. Theatre  | junto a Steve Vella y Simon Wilton                            |
| 1992       | Water Daughter/Glycerine Tears   | -                    | Melissa Bruce          | Stables Theatre      | junto a Brendan Higgins, Glenda Linscott y Deborah Kennedy    |
| 1992       | Fractured Intimacies             | -                    | Melissa Bruce          | Stables Theatre      | junto a Brendan Higgins, Glenda Linscott y Deborah Kennedy    |
| 1992       | Like Whiskey on the Breath of... | -                    | Ros Horin              | Stables Theatre      | junto a Brendan Higgins, Glenda Linscott y Deborah Kennedy    |
| 1992       | Little Ragged Blossom            | -                    | Chris Canute           | Stables Theatre      | junto a Robyn Forythe, James Oxenbould y Matt Potter          |
| 1992       | Last of the Earl Grey            | -                    | Alex Galeazzi          | Belvoir St. Theatre  | junto a Maree D'Arcy, Matt Potter y Michele Stayner           |
| 1992       | The Will                         | -                    | Marion Potts           | -                    | junto a Robyn Butler, Richard Grieve y Matt Potter            |
| 1991       | Tales from the Decameron         | -                    | Ralph Cotterill        | NIDA Theatre         | junto a Grant Bowler, Felix Williamson y Sam Wilcock          |
| 1991       | Merrily We Roll Along            | -                    | -                      | Parade Theatre       | junto a Grant Bowler, Felix Williamson y Sam Wilcock          |
| 1982       | Fatal Johnny                     | -                    | Ariette Taylor         | Royalty Theatre      | junto a Sam Hopkins, Sally Hutchinson y Rachel Symonds        |

## Premios y nominaciones
| Año  | Categoría                                                      | Premio         | Serie/Obra/Película | Resultado |
| ---- | -------------------------------------------------------------- | -------------- | ------------------- | --------- |
| 2013 | Best Guest or Supporting Actress in a Television Drama         | AACTA Award    | Puberty Blues       | Nominada  |
| 2008 | Best Female Actor in a Supporting Role in a Theatre Production | Helpmann Award | Riflemind           | Nominada  |
| 2003 | Best Supporting Actor - Female                                 | FCCA Award     | A Cold Summer       | Nominada  |